# Серафим
Серафимите (от иврит – „огнен“, „пламенеещ“) са ангели с 6 крила. Те са особено приближени до Божия престол, като в системата на ангелската йерархия това е първият ангелски чин.

## В Библията
Серафимите са описани в Книгата на пророк Исаия:
| „ | 2. Около Него стояха серафими; всякой от тях имаше по шест крила; с две всеки закриваше лицето си, и с две закриваше нозете си и с две летеше. 3. И викаха един към други и думаха: свет, свет, свет е Господ Саваот! цяла земя е пълна с Неговата слава! | “ |

## Етимология
Произходът и значението на думата Серафим не са съвсем ясни. Предполага се, че имат древноперсийски произход – близка по корен дума обозначава митологично животно с физиономия на змия – Serapis или Saraphen.
Друга теория сочи еврейския корен на думата за „възпламеняване“, „изгаряне“, т.е., серафимът е ангел, който гори и се възпламенява, което пасва добре към библейския текст:
| „ | 6. Тогава прилетя един от серафимите с разпален в ръка въглен, що бе взел клещи от жертвеника. | “ |

## Серафим като мъжко име

### Светци
Има няколко прочути светци на православната църква, носещи това име. Най-известните в България:
- Св.Серафим Саровски – прочут руски светец, духовен старец, който е помогнал на хиляди хора, да намерят и достигнат до Бога, и до Православието.
- Св.Серафим Софийски Чудотворец – руски по произход светец, живял в България в последните 30 години от живота си. Мощите му се намират в Руската църква „Свети Николай Чудотворец“ в София, и към тях се стичат хиляди хиляди хора да молят светеца за помощ по най-различни въпроси и проблеми.

### Личности
Има и други забележителни личности и църковни писатели в Православието с това име:
- Серафим Алексиев – български църковен писател, написал боговдъхновено десетки православни книги.
- Отец Серафим Роуз – американски православен монах, подвижник и църковен писател. Основал православен манастир в Калифорния.

### В литературата
Йордан Йовков написва разказ с името „Серафим“. Разказва се за дрипав мъж, който е много благороден. Той дава парите си, които спестявал дълго време на кръщелница на Еньо, Павлина, въпреки че той изобщо не я познава.

## Използвана Литература
- Библия – книгите на Свещеното писание на Ветхия и Новия Завет, издадени от Св. Синод на Българската правослвна църква, София, 1991 г.